# Scoliini
Scoliini es un tribu cosmopolita de avispas de la familia Scoliidae.

## Géneros
Los géneros de Scoliini son:
- Austroscolia  Betrem, 1927
- Diliacos Saussure & Sichel, 1864
- Laeviscolia Betrem, 1928
- Liacos Guérin-Méneville, 1838
- Megascolia Betrem, 1928
- Microscolia Betrem, 1928
- Mutilloscolia Bradley, 1959
- Pyrrhoscolia Bradley, 1957
- Scolia Fabricius 1775
- Triscolia de Saussure 1863